# دیال
دْیال (به مجاری: Gyál) در پِشت در کشور مجارستان واقع شده‌است. جمعیت این شهر ۲۲٫۵۵۲ نفر  است.